# Weber’sches Haus

Weber’sches Haus

Das Weber’sche Haus war ein ehemaliges Wohngebäude in Elberfeld (heute Stadtteil von Wuppertal). Das Haus diente vorübergehend provisorisch als Gerichtsgebäude für das erste Königliche Landgericht zu Elberfeld.

## Baubeschreibung
Das vierstöckige Weber’sche Haus im Stil eines Bergischen Hauses mit Mansard-Walmdach stand in der Herzogstraße. Es hatte ein Sockelgeschoss und war zur Schauseite fünfachsig ausgeführt. Mittig befand sich ein dreiachsiger Mittelrisalit, der bis zum Mansardengeschoss, im vierten Obergeschoss, reichte. Der Risalit wurde von einem Dreiecksgiebel überdeckt. Erschlossen wurde das Gebäude mittig durch eine zweiläufige Freitreppe. An den Ecken des Hauses und des Risaliten waren Pilaster.
Es galt seinerzeit als ein hohes Bauwerk.

## Geschichte
Die Gründung des Landgerichts Elberfeld (als Vorgänger des Landgerichts Wuppertal) geht auf eine Initiative zurück, die von Oberbürgermeister Johann Rütger Brüning und Stadtrat August von der Heydt unterstützt wurde und zur Gründung des Landgerichts am 9. Mai 1834 führte. Das Gericht in Elberfeld war zunächst für die Stadt Elberfeld und die Kreise Elberfeld, Solingen und Lennep zuständig und wurde am 24. November 1834 offiziell eröffnet.
Als Gerichtsgebäude diente provisorisch das Weber’sche Haus, das von den Erben Webers angemietet wurde. Für seinen neuen Verwendungszweck wurde das Haus umgebaut. So mussten die Decken zum Teil verstärkt werden, um die Last der Akten tragen zu können. Stadtbaumeister Otto von Lassault verkündete Ende 1834, dass er vom Ministerium 2000 Taler zur Einrichtung des Landgerichtes erhalten hatte. Die Arbeiten zum Umbau des Hauses wurden unter Zeitdruck ausgeführt. So wurde nicht vor Beginn der Arbeiten der Oberbaudeputation in Berlin zur Superrevision vorgelegt, sondern wurden erst im März 1835 nachträglich von der Regierung in Düsseldorf eingereicht. Das darauf gefertigte Gutachten im April 1835 ist von Schinkel, Günther und Hagen unterzeichnet.
Auf Initiative der Stadt Barmen wurde im Jahr 1841 als neuer Standort die Wupperinsel an der Haspeler Brücke, der Stadtgrenze zwischen Elberfeld und Barmen, bestimmt und anschließend der Neubau errichtet, der im Jahr 1854 eingeweiht wurde.
Am Ende des 19. Jahrhunderts wurde das Weber’sche Haus an der Herzogstraße niedergelegt und das Kaufhaus Eckhard & Köttgen an dessen Stelle errichtet. Dieses Haus wurde beim Luftangriff auf Elberfeld weitestgehend zerstört.